# Gene Pollar
Gene Pollar, eigentlich Joseph C. Pohler (* 16. September 1892; † 20. Oktober 1971 in Fort Lauderdale, Florida) war ein New Yorker Feuerwehrmann, der als zweiter Tarzan-Darsteller in die Filmgeschichte einging.

## Leben
Als Edgar Rice Burroughs 1918 die Filmrechte zu The Revenge of Tarzan verkaufte, fielen diese an die Numa Pictures Comp., eine Firma der Gebrüder Weiss. Für die Titelrolle wollten sie den bereits durch zwei Tarzan-Filme etablierten Elmo Lincoln gewinnen, der allerdings bereits andere Verpflichtungen eingegangen war und daher nicht zur Verfügung stand. Bei der Suche nach einem anderen Hauptdarsteller lernte einer der Weiss-Brüder in New York den damals 28-jährigen New Yorker Feuerwehrmann Joseph C. Pohler kennen. Da dieser von imposanter Gestalt war und Neigung verspürte, Schauspieler zu werden, wurde er für eine Wochengage von 100 Dollar verpflichtet.
1920 kam der Film in die Kinos und wurde gut aufgenommen, erreichte aber nicht die Popularität der Lincoln-Filme. Trotzdem zeigten sich die Universal Studios an Pollar interessiert und boten ihm einen Zweijahresvertrag mit einem garantierten Wochenverdienst von 350 Dollar an. Numa Pictures, die ihn bereits fest an sich gebunden hatten, weigerten sich allerdings, ihn an Universal abzutreten, es sei denn, Universal würde Numa wöchentlich 800 Dollar bezahlen. Von dieser Summe sollte Pollar auch weiterhin nur 100 Dollar bekommen. Enttäuscht über das Gebaren der Filmstudios gab Pollar seine schauspielerischen Ambitionen auf und nahm seinen alten Beruf als Feuerwehrmann wieder auf. 1944 kündigte er und wurde Einkäufer einer Einzelhandelskette. Nach 15 Jahren in diesem Beruf setzte er sich in Florida zur Ruhe. Obwohl er die Rolle des Tarzan nur einmal gespielt hatte, war er bis zum Lebensende stolz auf sie.

## Filmografie
- 1920: The Revenge of Tarzan